# Valley of Flowers (film)
Valley of Flowers is een Indiaas-Frans-Japans-Duits-Zwitsers liefdesdrama van de regisseur Pan Nalin uit 2006. De film is gebaseerd op de roman Magie d'amour et magie noire (Magie van de liefde en zwarte magie) van Alexandra David-Néel. De film werd in de Himalaya en in Japan opgenomen. Valley of Flowers is de tweede avondvullende film van Nalin na Samsara uit 2001.

## Verhaal
De film is een legende over samenkomst een uit elkaar gedreven liefdespaar dat zich over enkele eeuwen uitstrekt. Aan het begin van de 19e eeuw overvalt de vurige struikrover Jalan met zijn bewapende bende karavanen op de veelbereisde handelsroutes van de Himalaya. Tijdens een van deze roofovervallen ontmoet hij de mysterieuze Ushna die zich vrijwillig bij hem aansluit.
De bendeleider wordt verliefd op Ushna en het stel vervreemdt zich steeds meer van de groep. Volgens een voorspelling zou hun liefde onder een verkeerd gesternte zijn ontstaan. Ze verliezen het contact met het werkelijke leven en Ushna zoekt haar heil in de zwarte magie en boeddhistische rituelen om de duistere voorspelling te doorbreken. In het Dal van de Bloemen ontmoeten ze de wijze Yeti, waar Jalan na het drinken van een magische drank de sterfelijkheid overwint. De onsterfelijkheid bij Ushna mislukt en ze wordt door een kogel van Jalan dodelijk getroffen. Jalan is aan de eeuwige eenzaamheid verloren.
Het verhaal gaat verder van de berglandschappen in de Himalaya van de 19e eeuw tot honderden jaren later in het 21e-eeuwse hectische bestaan van het moderne Tokio. Jalan is daar inmiddels de omstreden arts van de Valley of Flowers Corporation, een instituut dat stervensbegeleiding biedt aan terminale patiënten. Hier ontmoet hij zijn vroegere geliefde die reïncarneerde in een Japanse nachtclubzangeres. Later wordt Jalan door een vrachtwagen met snijbloemen geschept en dodelijk verwond. De treurende Ushna blijft alleen achter waardoor tragisch het evenwicht wordt hersteld.

## Prijzen en nominaties
| jaar | prijs                            | categorie       | genomineerde(n) | uitslag  |
| ---- | -------------------------------- | --------------- | --------------- | -------- |
| 2007 | Los Angeles Indian Film Festival | Beste speelfilm | Pan Nalin       | gewonnen |

## Rolverdeling
| Acteur           | Personage |
| ---------------- | --------- |
| Milind Soman     | Jalan     |
| Mylène Jampanoï  | Ushna     |
| Naseeruddin Shah | Yeti      |
| Eri Yoshimoto    | Suyuri    |
| Jampa Kälsang    | Jampa La  |